# Elacatinus multifasciatus
 Elacatinus multifasciatus és una espècie de peix de la família dels gòbids i de l'ordre dels perciformes.

## Morfologia
Els mascles poden assolir els 5 cm de longitud total.

## Distribució geogràfica
Es troba des de les Bahames i l'Amèrica Central fins al nord de Sud-amèrica.